# Geminal diol

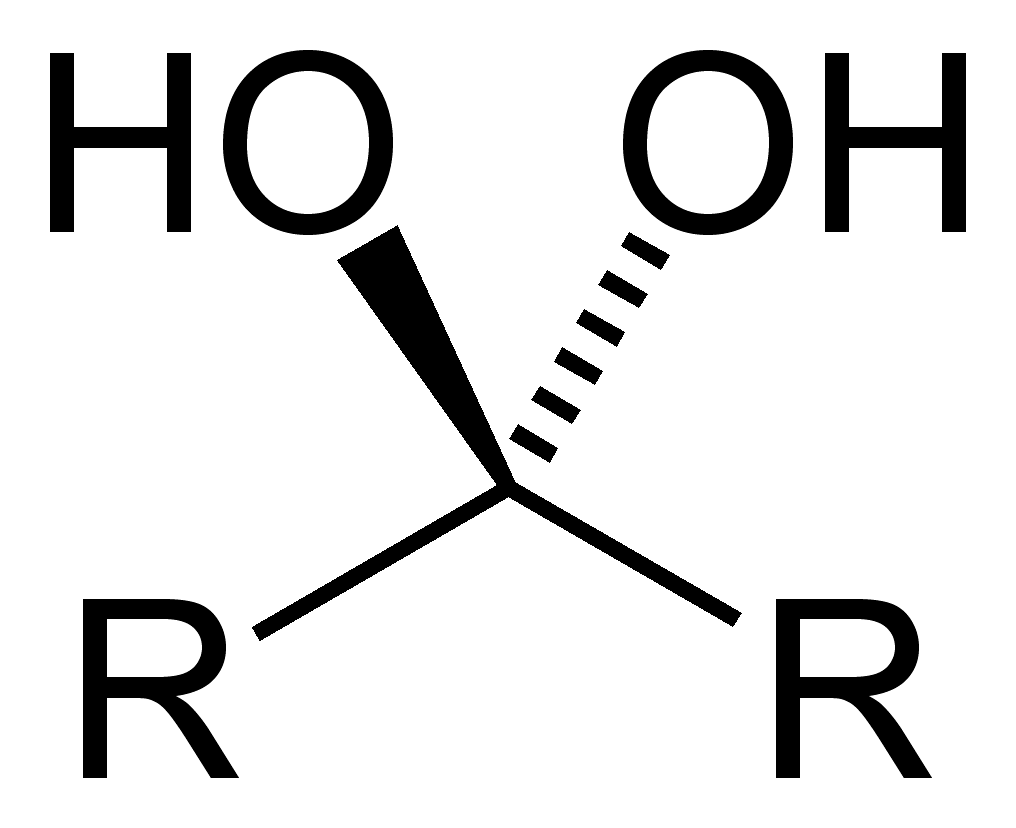
En geminal diol. R representerar andra grupper än OH.

En geminal diol är en organisk molekyl med två hydroxigrupper bundna till samma kolatom. Geminala dioler är en underkategori av dioler som i sin tur är en underkategori av alkoholer.
Additionsreaktioner mellan vatten och ketoner eller aldehyder producerar geminala dioler. Dessa produkter benämns ibland hydrat.